# Tarata (Cochabamba)
Tarata is de hoofdstad van de provincie Esteban Arce in het departement Cochabamba in Bolivia.

## Geboren
- René Barrientos (1919-1969), president van Bolivia